# Turn It Up (canção de T.O.P)
"Turn It Up" é uma canção do cantor e rapper sul-coreano T.O.P, lançada em formato digital em 21 de junho de 2010 pela YG Entertainment. A canção foi lançada como o seu single de estreia e posteriormente foi incluída como faixa bônus através dos álbuns 2010 Big Show Live Album, quarto álbum ao vivo de seu grupo Big Bang e em GD&TOP (2010), primeiro álbum de estúdio de sua dupla de hip hop de mesmo nome.   
Composta e produzida por T.O.P juntamente com a participação de Teddy Park em sua produção, "Turn It Up" atingiu êxito comercial, posicionando-se dentro do top três da parada sul-coreana Gaon, onde liderou a Gaon Download Chart.    

## Antecedentes, lançamento e composição
Antes do lançamento oficial de "Turn It Up", a canção foi apresentada ao público do Big Bang durante a série de concertos intitulada Big Show 2010, realizada durante o mês de janeiro de 2010. Em 21 de junho do mesmo ano, T.O.P lançou a canção como um single digital e a mesma integrou o álbum 2010 Big Show Live Album, lançado dois dias depois. Em 28 de novembro, T.O.P apresentou "Turn It Up" ao vivo durante a premiação Mnet Asian Music Awards e no mês seguinte a canção passou a integrar também o álbum de estreia da subunidade GD&TOP como uma faixa bônus. 
"Turn It Up" é uma canção pertencente ao gênero hip hop. Para Tamar Herman da Billboard, a faixa se difere da maioria dos singles de K-pop por não apresentar T.O.P cantando e nem ter a presença de um artista para este fim, segundo ela: "Em vez disso, é uma pura e transbordante faixa de rap, contendo o tom confiante e quase zombeteiro que o rapper tende a favorecer".

## Vídeo musical
Em 14 de junho de 2010, um teaser relacionado ao vídeo musical de "Turn It Up", foi lançado no canal oficial da YG Entertainment através da plataforma de vídeos Youtube. O vídeo completo foi lançado oficialmente em 21 de junho, mesma data de lançamento do single digital. Mais tarde, a produção de conceito monocromático e que apresenta T.O.P interagindo em diferentes cenários, teve sua transmissão banida pela emissora MBC, que o considerou impróprio devido T.O.P mencionar nome de marcas em suas letras, sendo portanto, contra as regras de transmissão da emissora.

## Desempenho nas paradas musicais
Após 24 horas do lançamento de "Turn It Up", a canção se tornou a melhor estreia internacional de um single de hip-hop / rap coreano na parada do iTunes, posicionando-se no iTunes Top Songs de dez países na categoria hip hop / rap. Na Coreia do Sul, "Turn It Up" estreou em seu pico de número dois na Gaon Digital Chart e em número um na Gaon Download Chart, adicionalmente, a canção posicionou-se em número quatro na Gaon Streaming Chart, atingindo seu pico de número três na semana seguinte.

### Posições
| Paradas (2010)                              | Melhor posição |
| ------------------------------------------- | -------------- |
| Coreia do Sul (Gaon Weekly Digital Chart)   | 2              |
| Coreia do Sul (Gaon Monthly Digital Chart)  | 15             |
| Coreia do Sul (Gaon Yearly Digital Chart)   | 110            |
| Coreia do Sul (Gaon Weekly Download Chart)  | 1              |
| Coreia do Sul (Gaon Weekly Streaming Chart) | 3              |
| Coreia do Sul (Gaon BGM Weekly Chart)       | 3              |

### Vendas
| País          | Parada                     | Vendas    |
| ------------- | -------------------------- | --------- |
| Coreia do Sul | Gaon Download Chart (2010) | 1,380,732 |